# XLVII народно събрание
Четиридесет и седмото народно събрание (XLVII НС) е обикновено народно събрание на България, сформирано според резултатите от третите в рамките на една година парламентарни избори в България, проведени на 14 ноември 2021 година, паралелно с президентските избори.
Първото му заседание е проведено на 3 декември и е открито от най-възрастния депутат – Силви Кирилов от ИТН (на 70 години). На него за председател на парламента е избран Никола Минчев (ПП), а за заместник-председатели Мирослав Иванов (ПП), Росица Кирова (ГЕРБ – СДС), Мукаддес Налбант (ДПС), Кристиян Вигенин (БСП), Ива Митева (Има такъв народ), Атанас Атанасов (Демократична България), Цончо Ганев (Възраждане).
Четиридесет и седмото народно събрание провежда последното си заседание на 29 юли 2022 г.

## Проучвателни мандати

### Първи мандат
На 11 декември 2021 г. президентът Румен Радев връчва проучвателен мандат за съставяне на правителство на кандидата за министър-председател на първата по численост в Народното събрание парламентарна група – Кирил Петков от „Продължаваме промяната“. На същия ден той обявява пълния състав на проектокабинета:
| министерство                                                          | име | име                  | партия |
| --------------------------------------------------------------------- | --- | -------------------- | ------ |
| министър-председател                                                  |     | Кирил Петков         | ПП     |
| заместник министър-председател1, финанси                              |     | Асен Василев         | ПП     |
| заместник министър-председател2                                       |     | Калина Константинова | ПП     |
| заместник министър-председател, икономика и индустрия3                |     | Корнелия Нинова      | БСП    |
| заместник министър-председател, регионално развитие и благоустройство |     | Гроздан Караджов     | ИТН    |
| заместник министър-председател4, околна среда и води                  |     | Борислав Сандов      | ДБ     |
| вътрешни работи                                                       |     | Бойко Рашков         | ПП     |
| външни работи                                                         |     | Теодора Генчовска    | ИТН    |
| отбрана                                                               |     | Стефан Янев          | ПП     |
| правосъдие                                                            |     | Надежда Йорданова    | ДБ     |
| труд и социална политика                                              |     | Георги Гьоков        | БСП    |
| здравеопазване                                                        |     | Асена Сербезова      | ПП     |
| образование и наука                                                   |     | Николай Денков       | ПП     |
| енергетика                                                            |     | Александър Николов   | ИТН    |
| иновации и растеж3                                                    |     | Даниел Лорер         | ПП     |
| земеделие3                                                            |     | Иван Иванов          | БСП    |
| транспорт и съобщения3                                                |     | Николай Събев        | ПП     |
| култура                                                               |     | Атанас Атанасов      | ПП     |
| електронно управление5                                                |     | Божидар Божанов      | ДБ     |
| туризъм                                                               |     | Христо Проданов      | БСП    |
| младеж и спорт6                                                       |     | Радостин Василев     | ИТН    |

- 1: – отговарящ за средствата от Европейския съюз.[4]
- 2: – отговарящ за ефективното управление.[4]
- 3: – преобразуват се на основание чл. 84, т. 7 и чл. 108 от Конституцията на Република България следните учреждения:
  - Министерство на икономиката – в Министерство на икономиката и индустрията и Министерство на иновациите и растежа.[4]
  - Министерство на земеделието, храните и горите – в Министерство на земеделието.
  - Министерство на транспорта, информационните технологии и съобщенията – в Министерство на транспорта и съобщенията.[4]
- 4: – отговарящ за климатичните политики.[4]
- 5: – създават се на основание чл. 84, т. 7 и чл. 108 от Конституцията на Република България следните учреждения:
  - Министерство на електронното управление.[4]
- 6: С решение на Народното събрание от 23 декември 2021 г. спортното министерство отново се казва Министерство на младежта и спорта. Поправката е гласувана в Народното събрание, след като в първоначалния вариант на структурата на Министерски съвет думата „младежта“ е извадена от названието на ведомството.[5]

Два дни по-късно, на извънредно заседание на парламента на 13 декември 2021 г., кабинетът е избран със 134 гласа „за“ и 104 гласа „против“.
На 15 юни 2022 г. парламентарната група на ГЕРБ-СДС внася в деловодството на парламента проект на решение за гласуване на вот на недоверие на министерския съвет с министър-председател Кирил Петков, подписан от всички народни представители на партията вносител. „Внасяме вот на недоверие на Министерски съвет заради провала на правителството в сферата на публичните финанси и икономическата политика“, обявява заместник-председателят на партията Томислав Дончев на извънреден брифинг в централата на ГЕРБ. В мотивите на документа (проект на решение за гласуване на вот на недоверие) се съдържа твърдението, че „провежданата обща икономическа политика и политика в сферата на публичните финанси (икономическа, енергийна, социална и пр.) вече представляват риск за стабилността на държавата и благосъстоянието на българските граждани и бизнес“. Подкрепа за вота на недоверие изразяват и представители на „Има такъв народ“, ДПС и „Възраждане“ – останалите три партии в опозиция в XLVII НС.
На 22 юни 2022 г. XLVII народно събрание подкрепя вота на недоверие на Министерския съвет, внесен седмица по-рано от ГЕРБ-СДС.
На 1 юли 2022 г. президентът Румен Радев връчва мандат на „Продължаваме промяната“ за съставяне на второ правителство в рамките на 47-oто народно събрание.
На 8 юли 2022 г. „Продължаваме промяната“ връща неизпълнен мандата за съставяне на второ правителство на президента Румен Радев.
На 14 юли 2022 г. ГЕРБ взема и връща втория мандат за съставяне на правителство.
На 18 юли 2022 г. БСП взема третия мандат за съставяне на правителство, но след преговори и излизането на ИТН от тях, БСП го връща на 28 юли 2022 г.

## Депутати по парламентарни групи
| Партия                      | Получени гласове | Дял от гласовете | Мандати |
| --------------------------- | ---------------- | ---------------- | ------- |
| Продължаваме промяната      | 673 170          | 25,67%           | 67      |
| ГЕРБ – СДС                  | 596 456          | 22,74%           | 59      |
| Движение за права и свободи | 341 000          | 13,00%           | 34      |
| БСП за България             | 267 817          | 10,21%           | 26      |
| Има такъв народ             | 249 743          | 9,52%            | 25      |
| Демократична България       | 166 968          | 6,37%            | 16      |
| Възраждане                  | 127 568          | 4,88%            | 13      |
| Общо:                       | 2 422 722        | 92,37%           | 240     |

## Ръководство
| Длъжност              | Народен представител | Парламентарна група    |
| --------------------- | -------------------- | ---------------------- |
| Председател           | Никола Минчев        | Продължаваме промяната |
| Заместник-председател | Мирослав Иванов      | Продължаваме промяната |
| Заместник-председател | Росица Кирова        | ГЕРБ – СДС             |
| Заместник-председател | Кристиян Вигенин     | БСП за България        |
| Заместник-председател | Ива Митева           | Има такъв народ        |
| Заместник-председател | Атанас Атанасов      | Демократична България  |
| Заместник-председател | Мукаддес Налбант     | ДПС                    |
| Заместник-председател | Цончо Ганев          | Възраждане             |

## Постоянни комисии
- Комисия по бюджет и финанси
- Комисия по конституционни и правни въпроси
- Комисия по икономическа политика и иновации
- Комисия по енергетика
- Комисия по регионална политика, благоустройство и местно самоуправление
- Комисия по външна политика
- Комисия по въпросите на Европейския съюз
- Комисия по отбрана
- Комисия по вътрешна сигурност и обществен ред
- Комисия за контрол над службите за сигурност, прилагането и използването на специалните разузнавателни средства и достъпа до данните по Закона за електронните съобщения
- Комисия по земеделието, храните и горите
- Комисия по труда, социалната и демографската политика
- Комисия по образованието и науката
- Комисия по въпросите на децата, младежта и спорта
- Комисия по здравеопазването
- Комисия по околната среда и водите
- Комисия по транспорт и съобщения
- Комисия по електронно управление и информационни технологии
- Комисия по културата и медиите
- Комисия за прякото участие на гражданите и взаимодействието с гражданското общество
- Комисията по правата на човека, вероизповеданията и жалбите на гражданите
- Комисия по политиките за българите извън страната
- Комисия по превенция и противодействие на корупцията
- Комисия по туризъм